# Loukov (Kroměříži járás)
Loukov település Csehországban, Kroměříži járásban. Loukov Vítonice, Osíčko, Rajnochovice, Mrlínek, Chvalčov és Horní Újezd településekkel határos. Lakosainak száma 935 fő (2024. január 1.).

## Népesség
A település lakosságának változását az alábbi diagram mutatja:
| Lakosok száma | 862  | 1015 | 995  | 945  | 912  | 921  | 952  | 939  | 924  | 935  |
|               | 1869 | 1890 | 1921 | 1950 | 1980 | 2001 | 2017 | 2019 | 2022 | 2024 |